# Nogent-en-Othe
Nogent-en-Othe ist eine französische Gemeinde mit 44 Einwohnern (Stand 1. Januar 2022) im Département Aube in der Region Grand Est (vor 2016 Champagne-Ardenne). Sie gehört zum Kanton Aix-Villemaur-Pâlis im Arrondissement Troyes. 

## Geographie
Nogent-en-Othe liegt etwa 27 Kilometer südwestlich von Troyes. 
Nachbargemeinden sind Saint-Mards-en-Othe im Norden und Westen, Maraye-en-Othe im Osten und Nordosten, Vosnon im Osten und Südosten sowie Sormery im Süden und Westen.

## Bevölkerungsentwicklung
| Jahr                      | 1962 | 1968 | 1975 | 1982 | 1990 | 1999 | 2006 | 2011 | 2016 |
| ------------------------- | ---- | ---- | ---- | ---- | ---- | ---- | ---- | ---- | ---- |
| Einwohner                 | 62   | 59   | 44   | 39   | 34   | 38   | 36   | 40   | 46   |
| Quelle: Cassini und INSEE |      |      |      |      |      |      |      |      |      |

## Sehenswürdigkeiten
- Kirche La Nativité-de-la-Vierge aus dem Jahre 1553, Monument historique seit 2006
- Ehemaliges Zisterzienserpriorat (1135 gegründet) ist nicht mehr vorhanden

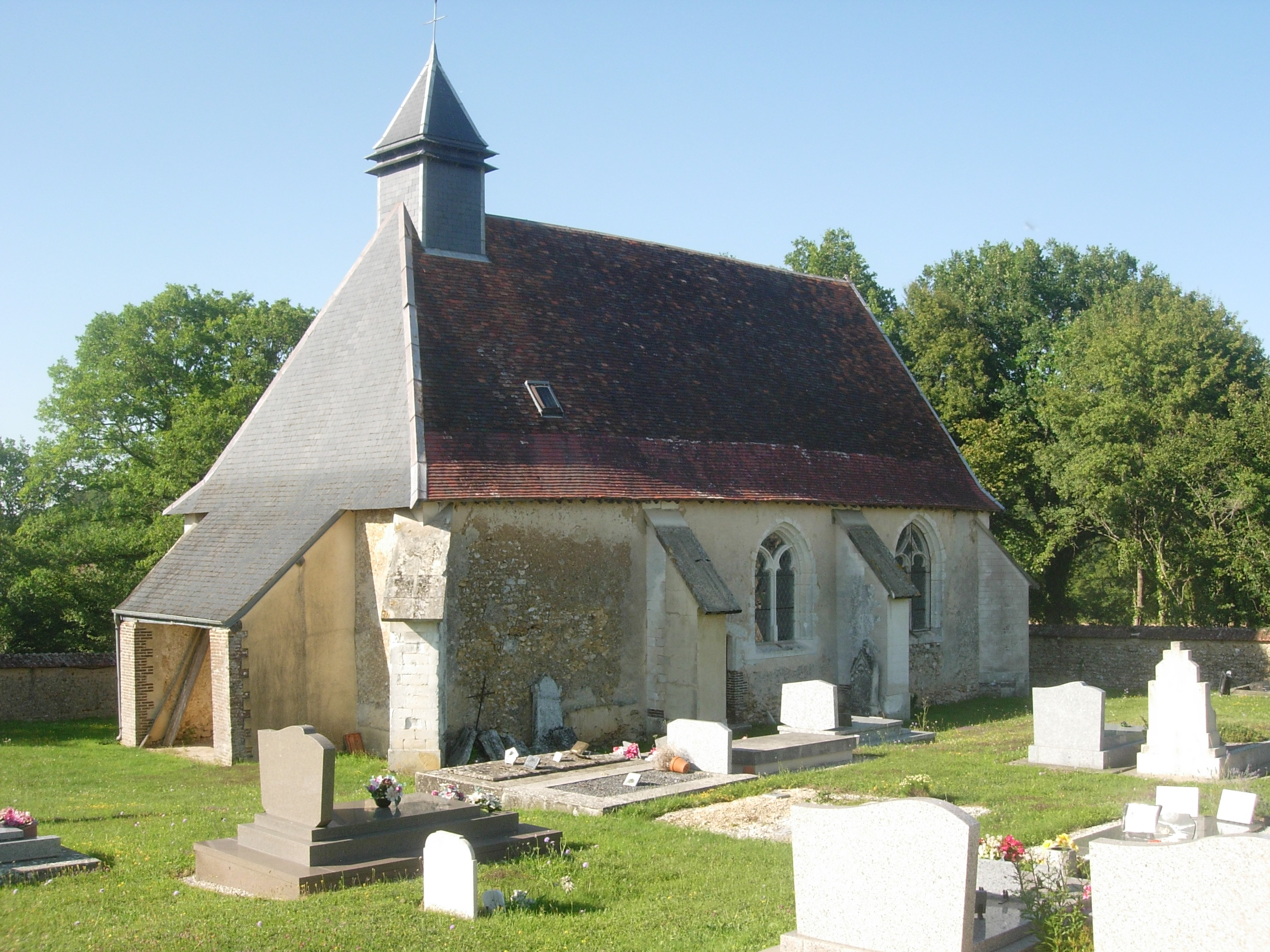
Kirche La Nativité-de-la-Vierge